# Софія Мавроїді-Пападакі
Софі́я Мавроїді́-Папада́кі (грец. Σοφία Μαυροειδή-Παπαδάκη; * 26 червня 1898, село Фурні (дім Неаполіс Ласітіонський, ном Ласітіон, периферія Крит),— † 27 червня 1977) — грецька письменниця і перекладачка.

## Біографія
Навчалася в педагогічному училищі міста Іракліон та Афінському університеті. В роки Другої світової війни була учасницею Руху Опору.
Автор романів «Аталанта, лісова русалка» (1957), «Александр і Горгона» (1959), «Дзаваллас, душа Сулі» (1961), повістей «Казка Олімпу» (1943) та «Калатання дзвону» (1965). В її перекладі грецькою виходили твори Тараса Шевченка («І виріс я на чужині», «І небо невмите, і заспані хвилі» та «Пророк»), Івана Франка, Лесі Українки. Також перекладала з англійської (твори Чарлза Діккенса, Джона Голсуорсі, Т. С. Еліота, Джона Стейнбека, Дафни Дю Морье), французької (Гі де Мопассан), норвезької (Генрік Ібсен).